# رکسل
رکسل (به انگلیسی: Rexel) شرکت برق فرانسوی است، که در سال ۱۹۶۷ تأسیس شد. این شرکت متخصص در توزیع برق، سیستم گرمایشی، روشنایی و تجهیزات لوله کشی است اما در زمینه انرژی های تجدیدپذیر و محصولات و خدمات بهره وری انرژی نیز فعالیت میکند.